# Vinicius (filme)
Vinícius é um filme brasileiro do gênero documentário dirigido por Miguel Faria Jr. lançado em 2 de dezembro de 2005. O filme conta a história do compositor, poeta e diplomata brasileiro Vinicius de Moraes e usa depoimentos de artistas, familiares e amigos de Vinícius para descrever o artista.
Além disso, o filme conta com os atores Ricardo Blat e Camila Morgado recitando poemas de Vinícius e apresentando algumas histórias do mesmo. Também, conta-se com um pocket show com artistas de música brasileira interpretando suas canções.

## Sinopse
A montagem de um pocket show em homenagem a Vinicius de Moraes com Camila Morgado e Ricardo Blat é o ponto de partida para reconstituição de sua trajetória. O documentário mostra a vida, a obra, a família, os amigos, os amores de Vinicius de Moraes Com raras imagens de arquivos da cidade do Rio de Janeiro e de shows e conversas íntimas de Vinícius são revividas para o filme.

## Elenco
Compõem o elenco do filme:
| Ator                 | Personagem       | Notas              |
| -------------------- | ---------------- | ------------------ |
| Ricardo Blat         | Leitor de poema  |                    |
| Camila Morgado       | Leitora de poema |                    |
| Caco Ciocler         | Narrador         |                    |
| Maria Bethânia       | Ela mesma        |                    |
| Chico Buarque        | Ele mesmo        |                    |
| Gilberto Gil         | Ele mesmo        |                    |
| Suzana de Moraes     | Ela mesma        |                    |
| Tônia Carrero        | Ela mesma        |                    |
| Antonio Candido      | Ele mesmo        |                    |
| Georgiana de Moraes  | Ela mesma        |                    |
| Luciana de Moraes    | Ela mesma        |                    |
| Maria de Moraes      | Ela mesma        |                    |
| Vinicius de Moraes   |                  | Imagens de arquivo |
| Léa Garcia           |                  | Imagens de arquivo |
| João Gilberto        |                  | Imagens de arquivo |
| Ferreira Gullar      | Ele mesmo        |                    |
| Antônio Carlos Jobim |                  | Imagens de arquivo |
| Nara Leão            |                  | Imagens de arquivo |
| Edu Lobo             | Ele mesmo        |                    |
| Carlos Lyra          | Ele mesmo        |                    |
| Ana Maria Magalhães  |                  | Imagens de arquivo |
| Miúcha               | Ela mesmo        |                    |
| Pedro de Moraes      |                  | Imagens de arquivo |
| Pixinguinha          |                  | Imagens de arquivo |
| Baden Powell         |                  | Imagens de arquivo |
| Mônica Salmaso       | Ela mesma        |                    |
| Toquinho             | Ele mesmo        |                    |
| Caetano Veloso       | Ele mesmo        |                    |
| Carlinhos Vergueiro  | Ele mesmo        |                    |

## Lançamento
O filme foi lançado no dia 15 de setembro de 2015 no Festival Internacional de Cinema de San Sebastián, na Espanha. No Brasil, o título foi estreado no dia 22 de setembro de 2005 no Festival do Rio.

## Trilha sonora
Durante o filme, grandes artistas brasileiros, como Zeca Pagodinho e Mart'nália cantam músicas de Vinícius. A trilha sonora do filme foi compilada pela gravadora Biscoito Fino e lançada em 2005.
| N.º | Título                                                   | Duração |  |
| 1.  | "Texto (por Ricardo Berzoini)"                           | 0:34    |  |
| 2.  | "Se Todos Fossem Iguais A Você (por Renato Braz)"        | 2:58    |  |
| 3.  | "Insensatez (por Mônica Salmaso)"                        | 2:57    |  |
| 4.  | "Soneto De Fidelidade (por Camila Morgado)"              | 1:08    |  |
| 5.  | "Valsa De Eurídice (Eurídice) (por Yamandu Costa)"       | 3:34    |  |
| 6.  | "Depoimento (por Chico Buarque)"                         | 0:06    |  |
| 7.  | "Medo de Amar (por Chico Buarque)"                       | 1:31    |  |
| 8.  | "Depoimento (por Chico Buarque)"                         | 0:19    |  |
| 9.  | "Poema Dos Olhos Da Amada (por Caetano Veloso)"          | 1:21    |  |
| 10. | "Soneto Do Amor Total (por Maria Bethânia)"              | 0:47    |  |
| 11. | "Eu Sei que Vou Te Amar (por Adriana Calcanhotto)"       | 1:36    |  |
| 12. | "Você E Eu (por Carlos Lyra)"                            | 1:24    |  |
| 13. | "Sei Lá... A Vida Tem Sempre Razão (por Mart"nália)"     | 2:22    |  |
| 14. | "Tarde Em Itapoã (por Toquinho)"                         | 2:44    |  |
| 15. | "Depoimento (por Caetano Veloso)"                        | 0:06    |  |
| 16. | "Berimbau (por Edu Lobo)"                                | 2:57    |  |
| 17. | "Pátria Minha (por Ferreira Gullar)"                     | 0:13    |  |
| 18. | "Pau-de-Arara (Comedor De Gilete) (por Sérgio Cassiano)" | 2:44    |  |
| 19. | "Pra Que Chorar (por Zeca Pagodinho)"                    | 2:39    |  |
| 20. | "Formosa (por Gilberto Gil)"                             | 2:13    |  |
| 21. | "Coisa Mais Linda (por Mariana de Moraes)"               | 1:41    |  |
| 22. | "Por Toda A Minha Vida (por Renato Braz)"                | 2:24    |  |
| 23. | "Poética I (por Ricardo Blat)"                           | 0:30    |  |
| 24. | "Modinha (por Olívia Byington)"                          | 2:02    |  |
| 25. | "O que tinha de ser (por Maria Bethânia)"                | 1:12    |  |
| 26. | "Sem mais adeus (por Francis Hime)"                      | 2:42    |  |
| 27. | "Texto (por Ricardo Blat)"                               | 0:19    |  |
| 28. | "Canto triste (por Monica Salmaso)"                      | 2:54    |  |

## Recepção da crítica
Mário Abbade, do portal Omelete, classificou o filme como ótimo e anotou que: "Com uma edição primorosa que alterna humor e emoção, o longa não é ufanista ou piegas. Por mais que todos os fatos não tenham sido explorados ao extremo, o filme é um retrato merecido desse grande artista."
Luiz Fernando Vianna, do jornal Folha de S.Paulo, fez elogios ao filme em crítica favorável: "o filme ganha as marcas de Vinicius: afeto à flor da pele, histórias de paixões e excessos, muita música e alguma poesia. É como se o documentário desse o salto que ele deu na vida: do poeta formal e diplomata para o artista informal e popular."

## Prêmios e indicações
| Ano  | Premiação                             | Categoria                             | Recipiente(s)      | Resultado | Ref.   |
| ---- | ------------------------------------- | ------------------------------------- | ------------------ | --------- | ------ |
| 2006 | Prêmio Guarani                        | Melhor música                         | Luiz Cláudio Ramos | Venceu    | [ 14 ] |
| 2006 | Prêmio Guarani                        | Melhor documentário                   | Vinicius           | Indicado  | [ 14 ] |
| 2006 | Prêmio Contigo! de Cinema Nacional    | Melhor documentário                   | Vinicius           | Venceu    | [ 15 ] |
| 2006 | Prêmio ACIE de Cinema                 | Melhor documentário                   | Vinicius           | Venceu    | [ 16 ] |
| 2006 | Grande Prêmio do Cinema Brasileiro    | Melhor longa-metragem de documentário | Vinicius           | Venceu    | [ 17 ] |
| 2006 | Grande Prêmio do Cinema Brasileiro    | Melhor trilha sonora                  | Luiz Cláudio Ramos | Venceu    | [ 17 ] |
| 2006 | Grande Prêmio do Cinema Brasileiro    | Melhor roteiro original               | Miguel Faria Jr.   | Indicado  | [ 17 ] |
| 2006 | Grande Prêmio do Cinema Brasileiro    | Melhor diretor                        | Miguel Faria Jr.   | Indicado  | [ 17 ] |
| 2006 | Grande Prêmio do Cinema Brasileiro    | Melhor som                            | Vinicius           | Indicado  | [ 17 ] |
| 2007 | Festival du Cinéma Brésilien de Paris | Prêmio da audiência                   | Vinicius           | Indicado  | [ 18 ] |